# Ferula namanganica
Ferula namanganica är en växtart i släktet Ferula och familjen flockblommiga växter.
Arten är en perenn ört som förekommer i Uzbekistan. Den beskrevs först som Dorema microcarpum av Jevgenij Korovin 1947, och fick sitt nu gällande namn av Aleksandr Sennikov 2021.